# Clupanodon
Clupanodon is een monotypisch geslacht van straalvinnige vissen uit de familie van haringen (Clupeidae). Het geslacht is voor het eerst wetenschappelijk beschreven in 1803 door Lacepède.

## Soort
- Clupanodon thrissa Linnaeus, 1758